# Prvenstvo Anglije 1883
Prvenstvo Anglije 1883 v tenisu.

## Moški posamično
William Renshaw :  Ernest Renshaw, 2-6 6-3 6-3 4-6 6-3